# Scratchbox
Scratchbox è un toolkit disegnato per semplificare lo sviluppo di applicazioni Linux embedded anche grazie a strumenti di compilazione incrociata (cross compiling).
Il progetto è stato iniziato da Movial per lo sviluppo di Maemo ed è sponsorizzato da Nokia; è rilasciato sotto GNU General Public License. Le architetture supportate a livello stabile sono ARM e x86, il supporto a PowerPC e MIPS è a livello sperimentale.